# 2009 en boxe anglaise
| Années de la boxe anglaise : 2006 - 2007 - 2008 - 2009 - 2010 - 2011 - 2012    |
| Décennies de la boxe anglaise : 1970 - 1980 - 1990 - 2000 - 2010 - 2020 - 2030 |

Résumé de l'année 2009 en boxe anglaise.

## Boxe professionnelle

### Janvier
- 03/01/09 : Toshiaki Nishioka (33-4-3, 20 KO) remporte la ceinture WBC des super coqs laissée vacante par Israel Vázquez en battant au 12e round le mexicain Genaro Garcia (36-7, 20 KO).
- 10/01/09 : Zsolt Erdei (30-0, 17 KO), champion WBO des mi lourds, conserve son titre face à Yuri Barashian (25-5, 17 KO) et son compatriote hongrois Karoly Balzsay (20-0, 14 KO) devient champion WBO des super moyens en détrônant Denis Inkin (34-1, 24 KO).
- 17/01/09 : Andre Berto (24-0, 19 KO) conserve sa ceinture WBC des welters en battant aux points Luis Collazo (29-4, 14 KO).
- 24/01/09 : Shane Mosley (46-5, 39 KO) bat Antonio Margarito (37-6, 27 KO) par arret de l'arbitre à la 9e reprise et lui ravit la ceinture WBA des welters. Margarito sera suspendu à l'issue du combat en raison de gants non conformes.
- 30/01/09 : Juan Urango (21-1-1, 16 KO) bat aux points Herman Ngoudjo (17-3, 9 KO) au Centre Bell de Montréal et remporte le titre IBF vacant des super légers.

### Février
- 07/02/09 : Championnat du monde unifié (WBA, WBC & IBF) des super mouches. Vic Darchinyan (32-1-1, 26 KO) conserve ses ceintures face à Jorge Arce (52-5-1, 39 KO) par arrêt de l'arbitre à la 11e reprise.
- 07/02/09 : Andriy Kotelnik (31-2-1, 13 KO), champion WBA des super légers, bat aux points par décision partagée l'argentin Marcos Rene Maidana (25-1, 24 KO).
- 07/02/09 : Omar Andrés Narváez (29-0-2, 18 KO), champion WBO poids mouches, bat au 10e round Rayonta Whitfield (25-1, 24 KO) et conserve pour la 15e fois son titre (dépassant à cette occasion le record de Carlos Monzon).
- 14/02/09 : Nate Campbell (33-5-1, 25 KO), champion IBF & WBO des poids légers, est destitué pour ne pas avoir respecté la limite de poids autorisée mais bat néanmoins aux points son challengeur sud africain Ali Funeka (30-2-2, 25 KO).
- 14/02/09 : Le champion IBF des poids plumes Cristóbal Cruz (38-11-1) domine aux points Cyril Thomas (33-3-4) à Saint-Quentin.
- 21/02/09 : Kelly Pavlik (35-1, 31 KO), champion WBC & WBO des poids moyens bat par abandon à la fin de la 9e reprise Marco Antonio Rubio (43-5-1, 37 KO).
- 21/02/09 : Miguel Angel Cotto (33-1, 27 KO) devient champion WBO des poids welters à Atlantic City en stoppant au 5e round Michael Jennings (34-2, 16 KO).
- 27/02/09 : Tomasz Adamek (37-1, 25 KO) conserve son titre IBF des lourds légers face à Johnathon Banks (20-1, 14 KO) par arrêt de l'arbitre à la 8ereprise.
- 28/02/09 : Juan Manuel Márquez (50-4-1, 37 KO), champion Ring Magazine des poids légers, bat à la 9e reprise Juan Diaz (34-2, 17 KO) et s'empare des ceintures vacantes WBO & WBA.
- 28/02/09 : Chris John (42-0-2, 22 KO), champion WBA poids plumes fait match nul contre Rocky Juarez (28-4-1, 20 KO).
- 28/02/09 : Román González (23-0, 20 KO), champion WBA poids pailles conserve son titre aux points face à Francisco Rosas (20-6-2, 12 KO).
- 28/02/09 : Donnie Nietes (24-1-3, 14 KO), champion WBO poids pailles bat aux points Erik Ramirez (25-6-1, 19 KO).

### Mars
- 12/03/09 : Hozumi Hasegawa (26-2, 10 KO), champion WBC poids coqs, conserve sa ceinture en battant Vusi Malinga (18-3-1, 11 KO) par arrêt de l'arbitre à la première reprise.
- 12/03/09 : Takahiro Aoh (17-1-1, 8 KO) détrône le  champion WBC poids plumes Óscar Larios (63-7-1, 39 KO) aux points par décision unanime.
- 13/03/09 : Lucian Bute (24-0, 19 KO), champion IBF poids super moyens, bat au 4e round Fulgencio Zuniga (22-4-1, 19 KO).
- 14/03/09 : Arthur Abraham (29-0, 23 KO), champion IBF poids moyens bat aux points Lajuan Simon (21-1-2, 12 KO).
- 14/03/09 : Nicky Cook (29-2, 16 KO), champion WBO poids super plumes, perd sa ceinture contre Román Martínez (22-0-1, 13 KO) par arrêt de l'arbitre à la 4e reprise. Toujours à la Manchester Evening News Arena, Amir Khan remporte une victoire de prestige en battant Marco Antonio Barrera aux points après le 5e round (le combat étant stoppé sur blessure à la suite d'un coup de tête).
- 21/03/09 : Vitali Klitschko (37-2, 36 KO), champion WBC poids lourds, bat par arrêt de l'arbitre à la 9e reprise Juan Carlos Gómez (44-2, 35 KO).
- 28/03/09 : Humberto Soto (47-7-2, 30 KO), champion WBC poids super plumes, bat par arrêt de l'arbitre au 4e round Antonio Davis (26-5, 13 KO).
- 28/03/09 : Fernando Montiel (39-2-1, 29 KO) remporte le titre vacant de champion du monde poids coqs WBO par intérim en mettant KO au 3e round Diego Oscar Silva (24-2-3, 12 KO).
- 28/03/09 : José López (39-7-2, 32 KO) s'empare de la ceinture vacante de champion du monde poids super mouches WBO aux dépens de Pramuansak Posuwan (45-2-1, 24 KO).

### Avril
- 04/04/09 : Timothy Bradley (24-0, 11 KO), champion WBC des super légers, bat aux points au Centre Bell de Montréal Kendall Holt (25-3, 13 KO) malgré deux knocks down au 1er et 12e round et s'empare de sa ceinture WBO.
- 04/04/09 : Édgar Sosa (35-5, 19 KO), champion WBC poids mi mouches, conserve son titre en battant au 4e round Pornsawan Porpramook (21-3, 16 KO).
- 04/04/09 : Edwin Valero (25-0, 25 KO) remporte le titre vacant de champion du monde poids légers WBC en stoppant au 2d round Antonio Pitalúa (46-4, 40 KO).
- 11/04/09 : Paul Williams (37-1, 27 KO) bat aux points à l'unanimité des juges Ronald Wright (51-5-1, 25 KO) en poids moyens.
- 11/04/09 : Raúl García (26-0-1, 16 KO), champion IBF poids pailles, conserve son titre face à Ronald Barrera (26-6-1, 16 KO) par arrêt de l'arbitre à la 6e reprise.
- 18/04/09 : Malcolm Klassen (24-4-2, 15 KO) devient champion du monde IBF super plumes en détrônant Cassius Baloyi (36-4-1, 19 KO) par arrêt de l'arbitre au 7e round.
- 19/04/09 : Nonito Donaire (21-1, 14 KO) conserve son titre IBF poids mouches en stoppant au 4e round Raul Martinez (24-1, 14 KO).
- 19/04/09 : Ulises Solís (28-2-2, 20 KO) perd son titre IBF poids mi mouches contre Brian Viloria (25-2, 15 KO) par KO au 11e round.
- 24/04/09 : Cory Spinks (37-5, 11 KO) bat Deandre Latimore (19-2, 16 KO) aux points par décision partagée et remporte la ceinture vacante de champion super welters IBF.
- 25/04/09 : Juan Manuel López (25-0, 23 KO), champion WBO poids super coqs, bat Gerry Peñalosa (54-7-2, 36 KO) par abandon à l'appel de la 10e reprise.
- 25/04/09 : Carl Froch (25-0, 20 KO), champion WBC poids super moyens, conserve son titre en stoppant au 12e round l'américain Jermain Taylor (28-3-1, 19 KO).
- 25/04/09 : Felix Sturm (32-2-1, 14 KO), champion WBA poids moyens, bat à la 7e reprise Koji Sato (14-1, 13 KO).
- 25/04/09 : Károly Balzsay (21-0, 15 KO), champion WBO poids super moyens, bat par KO au 11e round Maselino Masoe (29-6, 27 KO).
- 30/04/09 : Celestino Caballero (32-2, 22 KO), champion WBA & IBF poids super coqs, bat aux points le boxeur sud africain Jeffrey Mathebula (22-2-2, 12 KO).

### Mai
- 02/05/09 : Manny Pacquiao (49-3-2, 37 KO) bat par KO dans la 2e reprise Ricky Hatton (45-2, 32 KO) et remporte les titres IBO & Ring Magazine des super légers.
- 02/05/09 : Humberto Soto (48-7-2-1, 16 KO), champion WBC poids super plumes, conserve sa ceinture par arrêt de l'arbitre au 9e round face à Benoit Gaudet (20-2, 7 KO).
- 02/05/09 : Anselmo Moreno (25-1-1, 8 KO), champion WBA poids coqs, conserve son titre en remportant aux points le combat revanche l'opposant à Wladimir Sidorenko (27-2-2, 7 KO).
- 09/05/09 : Chad Dawson (28-0, 17 KO), champion IBF poids mi lourds, bat aux points Antonio Tarver (28-5, 19 KO).
- 16/05/09 : Victor Emilio Ramírez (15-1-0-1, 12 KO), champion WBO poids lourd légers bat aux points par décision partagée le boxeur azéri Ali Ismailov (15-2-1, 11 KO).
- 16/05/09 : Giacobbe Fragomeni (26-1-1, 10 KO), champion WBC poids lourd légers, conserve sa ceinture en faisant match nul contre Krzysztof Włodarczyk (41-2-1, 31 KO).
- 23/05/09 : Toshiaki Nishioka (34-4-3, 21 KO), champion WBC poids super coqs, stoppe au 3e round Jhonny Gonzalez (40-7, 34 KO).
- 26/05/09 : Denkaosan Kaovichit (47-1-1, 20 KO), champion WBA poids mouches, bat aux points Hiroyuki Hisataka (17-7-1, 6 KO)
- 26/05/09 : Daisuke Naito (35-2-3, 22 KO), champion WBC poids mouches, bat aux points Xiong Zhao Zhong (12-1-1, 8 KO).
- 29/05/09 : Oleydong Sithsamerchai (31-0, 12 KO), champion WBC poids pailles, conserve sa ceinture face à Muhammad Rachman (62-8-5, 31 KO).
- 30/05/09 : Andre Berto (25-0, 19 KO), champion WBC poids welters, bat aux points Juan Urango (21-2-1, 16 KO).

### Juin
- 13/06/09 : Miguel Ángel Cotto (34-1, 27 KO), champion WBO poids welters, conserve son titre en battant aux points par décision partagée Joshua Clottey (35-3, 20 KO).
- 13/06/09 : Iván Calderón (32-0-1, 6 KO), champion WBO poids mi mouches, fait match nul contre Rodel Mayol (25-3-1, 19 KO).
- 19/06/09 : Adrian Diaconu (26-1, 15 KO), champion WBC poids mi lourds, s'incline aux points face à Jean Pascal (23-1, 15 KO).
- 20/06/09 : Wladimir Klitschko (53-3, 47 KO) conserve ses titres IBF, WBO & IBO des poids lourds en dominant Ruslan Chagaev (25-1-1, 17 KO) qui abandonne à l'appel de la 10e reprise. Il remporte également à cette occasion la ceinture Ring Magazine
- 20/06/09 : Édgar Sosa (36-5, 20 KO), champion WBC poids mi mouches, bat par KO au 5e round Carlos Melo (19-9, 2 KO).
- 20/06/09 : Hugo Hernán Garay (32-4, 17 KO), champion WBA poids mi lourds, s'incline aux points par décision partagée face à l'espagnol Gabriel Campillo (18-2-0-1, 6 KO).
- 26/06/09 : Omar Andrés Narváez (30-0-2, 19 KO), champion WBO poids mouches, bat Omar Soto (17-5-1, 11 KO) par KO au 11e round.
- 27/06/09 : Jorge Linares (27-0, 18 KO), champion WBA poids super plumes, bat par arrêt de l'arbitre à la 8e reprise Josafat Perez (12-2, 7 KO).
- 27/06/09 : Juan Manuel López (26-0, 24 KO), champion WBO poids super coqs, conserve sa ceinture en battant Olivier Lontchi (18-1-2, 8 KO) par abandon à la fin du 9e round.

### Juillet
- 04/07/09 : Anselmo Moreno (26-1-1, 8 KO), champion WBA poids coqs, bat aux points Mahyar Monshipour (31-4-2, 21 KO).
- 11/07/09 : Joseph Agbeko (26-1, 22 KO), champion IBF poids coqs, bat aux points Vic Darchinyan (31-3-2, 21 KO).
- 11/07/09 : Tomasz Adamek (38-1, 26 KO), champion IBF poids lourd légers, conserve sa ceinture face à Bobby Gunn (21-4-1, 18 KO) par arrêt de l'arbitre à la fin de la 4e reprise.
- 11/07/09 : Felix Sturm (33-2-1, 14 KO), champion WBA poids moyens, bat aux points Khoren Gevor (30-4, 16 KO).
- 11/07/09 : Cristóbal Cruz (39-11-1, 23 KO), champion IBF poids plumes, conserve sa ceinture en battant aux points Jorge Solis (37-2-2, 27 KO).
- 14/07/09 : Hozumi Hasegawa (27-2, 11 KO), champion WBC poids coqs, stoppe dès le 1er round le boxeur américain Nestor Rocha (21-2, 7 KO).
- 14/07/09 : Takahiro Aoh (17-2-1, 8 KO), champion WBC poids plumes,  cède son titre aux dépens de Elio Rojas (21-1, 13 KO) par décision unanime à l'issue des 12 rounds.
- 14/07/09 : Román González (24-0, 20 KO), champion WBA poids pailles, bat aux points Katsunari Takayama (23-4, 9 KO).
- 18/07/09 : Andriy Kotelnik (31-3-1, 13 KO), champion WBA poids super légers, s'incline aux points face à Amir Khan (22-1, 15 KO).
- 25/07/09 : Giovanni Segura (21-1-1, 14 KO), champion WBA poids mi mouches, conserve sa ceinture en battant Juanito Rubillar Jr. (46-13-7, 22 KO) par jet de l'éponge à la 6e reprise.

### Août
- 01/08/09 : Isaac Hlatshwayo (29-1-1, 10 KO) bat aux points par décision partagée Delvin Rodríguez (24-3-2, 14 KO) et s'empare du titre vacant IBF des poids welters.
- 01/08/09 : Timothy Bradley (25-0, 12 KO), champion WBO poids super légers, conserve sa ceinture aux dépens de Nate Campbell (33-6-1, 25 KO) sur blessure à la fin de la 3e reprise.
- 01/08/09 : Devon Alexander (19-0, 12 KO) devient champion WBC poids super légers en battant Junior Witter (37-3-2, 22 KO) par abandon à la fin de la 8e reprise.
- 15/08/09 : Steven Luevano (37-1-1, 15 KO), champion WBO poids plumes, bat par disqualification à la fin du 7e round Bernabe Concepcion (29-2-1, 16 KO).
- 15/08/09 : Gabriel Campillo (19-2, 6 KO), champion WBA poids mi lourds, conserve son titre en battant aux points Beibut Shumenov (8-1, 6 KO).
- 15/08/09 : Roy Jones Jr. (54-5, 40 KO), champion d'Amérique du Nord NABO poids mi lourds, conserve sa ceinture en battant par abandon au 10e round Jeff Lacy (25-3, 17 KO).
- 22/08/09 : Raúl García (26-0-2, 16 KO), champion IBF poids pailles, fait match nul contre Sammy Gutierrez (21-4-3, 12 KO).
- 22/08/09 : Malcolm Klassen (24-5-2, 15 KO), champion IBF poids super plumes, s'incline aux points face à Robert Guerrero (25-1-1, 17 KO).
- 22/08/09 : Karoly Balzsay (21-1, 15 KO), champion WBO poids super moyens, perd par abandon à l'appel de la 11e reprise contre Robert Stieglitz (36-2, 22 KO).
- 28/08/09 : Tavoris Cloud (20-0, 18 KO) s'empare du titre vacant IBF poids mi lourds en battant aux points Clinton Woods (42-5-1, 24 KO).
- 28/08/09 : Juan Urango (22-2-1, 17 KO), champion IBF poids super légers, conserve sa ceinture face à Randall Bailey (39-7, 35 KO) par jet de l'éponge au 11e round.
- 29/08/09 : Marco Huck (26-1, 20 KO) s'empare de la ceinture WBO poids lourd légers en détrônant aux points l'argentin Victor Emilio Ramírez (15-2, 12 KO).
- 29/08/09 : Brian Viloria (26-2, 15 KO), champion IBF poids mi mouches, conserve sa ceinture en dominant aux points Jesus Iribe (15-6-5, 9 KO).
- 29/08/09 : Celestino Caballero (33-2, 23 KO), champion WBA & IBF poids super coqs, bat Francisco Leal (14-5-2, 9 KO) par abandon au 8e round.

### Septembre
- 04/09/09 : José López (39-8-2, 32 KO), champion WBO poids super mouches, perd sa ceinture aux points face à Marvin Sonsona (14-0, 12 KO).
- 12/09/09 : Mikkel Kessler (42-1, 32 KO), champion WBA poids super moyens, stoppe au 4e round Gusmyl Perdomo (16-3, 10 KO).
- 12/09/09 : Iván Calderón (33-0-1, 6 KO), champion WBO poids mi mouches, bat aux points après arrêt au 7e round sur choc de têtes Rodel Mayol (25-4-1, 19 KO).
- 12/09/09 : Román Martínez (23-0-1, 14 KO), champion WBO poids super plumes, conserve son titre face à Feider Viloria (22-5-1, 15 KO) par KO au 7e round.
- 12/09/09 : Fernando Montiel (39-2-2, 29 KO), champion WBO poids coqs, fait match nul en 10 rounds face à Alejandro Valdez (21-3-3, 15 KO).
- 12/09/09 : Donnie Nietes (25-1-3, 14 KO), champion WBO poids pailles, bat aux points Manuel Vargas (26-4-1, 11 KO).
- 15/09/09 : Édgar Sosa (37-5, 21 KO), champion WBC poids mi mouches, bat par KO au 6e round Omar Soto (14-4-1, 6 KO).
- 15/09/09 : Simphiwe Nongqayi (16-0, 6 KO) s'empare du titre vacant de champion IBF poids super mouches en dominant aux points Jorge Arce (52-6-1, 40 KO).
- 19/09/09 : Floyd Mayweather Jr. (40-0, 25 KO) bat aux points Juan Manuel Márquez (50-5-1, 37 KO).
- 19/09/09 : Chris John (43-0-2, 22 KO), champion WBA poids plumes, conserve son titre aux points face à Rocky Juarez (28-5-1, 20 KO).
- 19/09/09 : Sebastian Sylvester (32-3, 15 KO) remporte la ceinture vacante de champion IBF poids moyens après sa victoire aux points contre Giovanni Lorenzo (27-2, 19 KO).
- 25/09/09 : Jean Pascal (24-1, 16 KO), champion WBC poids mi lourds, conserve sa ceinture en stoppant au 10e round Silvio Branco (59-10-2, 36 KO).
- 26/09/09 : Vitali Klitschko (38-2, 37 KO), champion WBC poids lourds, bat Chris Arreola (27-1, 24 KO) par abandon à la fin de la 10e reprise.

### Octobre
- 03/10/09 : David Tua (50-3-1, 43 KO) bat au second round Shane Cameron (23-2, 20 KO) pour le titre de champion d'Asie WBO des poids lourds.
- 06/10/09 : Denkaosan Kaovichit (48-1-1, 20 KO), champion WBA poids mouches, bat aux points Daiki Kameda (15-2, 11 KO).
- 10/10/09 : Juan Manuel López (27-0, 24 KO), champion WBO poids super coqs, conserve son titre aux points face à Rogers Mtagwa (26-13-2, 18 KO).
- 10/10/09 : Jorge Linares (27-1, 18 KO) perd sa ceinture de champion WBA poids super plumes au 1er round face à Juan Carlos Salgado (21-0-1, 15 KO).
- 10/10/09 : Toshiaki Nishioka (35-4-3, 22 KO), champion WBA poids super coqs, bat au 3e round Ivan Hernandez (25-4-1, 15 KO).
- 17/10/09 : Arthur Abraham (31-0, 25 KO) bat Jermain Taylor (28-4-1, 17 KO) en super moyens par KO au 12e round.
- 17/10/09 : Carl Froch (26-0, 20 KO), champion WBC poids super moyens, bat aux points par décision partagée Andre Dirrell (18-1, 13 KO).
- 31/10/09 : Joseph Agbeko (27-2, 22 KO), champion IBF poids coqs, cède sa ceinture aux points face à Yonnhy Pérez (20-0, 14 KO).

### Novembre
- 07/11/09 : Nikolay Valuev (50-2, 34 KO), champion WBA poids lourds, perd sa ceinture aux points contre David Haye (23-1, 21 KO).
- 07/11/09 : Chad Dawson (29-0, 17 KO) bat aux points Glen Johnson (49-13-2, 33 KO) en mi lourds.
- 14/11/09 : Manny Pacquiao (50-3-2, 38 KO) s'empare de la ceinture WBO des poids welters en battant par arrêt de l'arbitre à la 12e reprise Miguel Angel Cotto (34-2, 27 KO).
- 14/11/09 : Daniel Santos (32-4-1, 23 KO), champion WBA poids super welters, cède son titre aux points face à Yuri Foreman (28-0, 8 KO).
- 20/11/09 : Moruti Mthalane (25-2, 16 KO) remporte le titre vacant IBF des poids mouches en battant aux points Julio Cesar Miranda (30-5-1, 23 KO).
- 21/11/09 : Mikkel Kessler (42-2, 32 KO), champion WBA poids super moyens, s'incline aux points face à Andre Ward (21-0, 13 KO) sur décision technique à la 11e reprise à la suite d'un choc de têtes.
- 21/11/09 : Édgar Sosa (37-6, 21 KO), champion WBC poids mi mouches, s'incline à la 2e reprise contre Rodel Mayol (26-4-1, 20 KO).
- 21/11/09 : Giovanni Segura (22-1-1, 18 KO), champion WBA poids mi mouches, bat au 1er round Sonny Boy Jaro (30-8-5, 19 KO).
- 21/11/09 : Marvin Sonsona (14-0-1, 12 KO), champion WBO poids super mouches, fait match nul contre Alejandro Hernandez (22-7-2, 11 KO) mais perd tout de même sa ceinture pour ne pas avoir respecté le poids réglementaire lors de la pesée.
- 21/11/09 : Giacobbe Fragomeni (26-2-1, 10 KO), champion WBC poids lourd légers, perd sa ceinture aux points face à Zsolt Erdei (31-0, 17 KO).
- 27/11/09 : Oleydong Sithsamerchai (33-0, 12 KO), champion WBC poids pailles, conserve aux points sa ceinture contre Juan Palacios (26-3, 21 KO).
- 28/11/09 : Lucian Bute (25-0, 20 KO), champion IBF poids super moyens, bat par KO à la 4e reprise Librado Andrade (28-3, 21 KO).
- 28/11/09 : Joan Guzmán (29-0-1, 17 KO) et Ali Funeka (30-2-3, 25 KO) font match nul dans un combat pour le titre vacant de champion IBF poids légers.
- 29/11/09 : Daisuke Naito (35-3-3, 22 KO), champion WBC poids mouches, s'incline aux points face à son compatriote Kōki Kameda (22-0, 14 KO).

### Décembre
- 04/12/09 : Anselmo Moreno (28-1-1, 10 KO), champion WBA poids coqs, bat Frédéric Patrac (26-8-1, 6 KO) à Agde par arrêt de l'arbitre à la 10e reprise.
- 05/12/09 : Marco Huck (27-1, 20 KO), champion WBO poids lourd légers, conserve sa ceinture aux points face à Ola Afolabi (14-2-3, 6 KO).
- 05/12/09 : Amir Khan (22-1, 16 KO), champion WBA poids super légers, bat au 1er round Dmitriy Salita (30-1-1, 16 KO).
- 11/12/09 : Jean Pascal (25-1, 16 KO), champion WBC poids mi lourds, conserve sa ceinture en battant aux points Adrian Diaconu (26-2, 15 KO).
- 11/12/09 : Isaac Hlatshwayo (29-2-1, 20 KO), champion IBF poids welters, est battu au 3e round par le slovène Jan Zaveck (28-1-0-1, 16 KO).
- 12/12/09 : Vic Darchinyan (33-2-1, 27 KO), champion WBA et WBC poids super mouches, bat au second round Tomas Rojas (32-12-1, 22 KO).
- 12/12/09 : Timothy Bradley (25-0, 11 KO), champion WBO poids super légers, conserve son titre aux points contre Lamont Peterson (27-1, 13 KO).
- 12/12/09 : Vitali Klitschko (39-2, 37 KO), champion WBC poids lourds, domine aux points Kevin Johnson (22-1-1, 9 KO).
- 18/12/09 : Hozumi Hasegawa (28-2, 12 KO), champion WBC poids coqs, bat à la 4e reprise Alvaro Perez (18-2-1, 12 KO).
- 19/12/09 : Jürgen Brähmer (35-2, 28 KO), champion WBO poids mi lourds, bat aux points Dmitry Sukhotsky (14-1, 9 KO).
- 19/12/09 : Kelly Pavlik (36-1, 32 KO), champion WBO et WBC poids moyens, conserve ses ceintures en battant par arrêt de l'arbitre au 5e round Miguel Angel Espino (20-3-1, 9 KO).
- 19/12/09 : Edwin Valero (26-0, 26 KO), champion WBC poids légers, stoppe au 6e round Hector Velazquez (51-14-2, 35 KO).

## Boxe amateur
- Du 26 juin au 5 juillet : compétitions de boxe aux Jeux méditerranéens de 2009.
- Du 21 au 26 juillet : championnats d'Afrique de boxe amateur 2009.
- Du 22 au 26 juillet : championnats panaméricains de boxe amateur 2009.
- Du 1er au 12 septembre : championnats du monde de boxe amateur 2009
- Du 15 au 20 septembre : championnats d'Europe de boxe amateur femmes 2009

## Principaux décès
- 4 janvier : Giselle Salandy, boxeuse trinidadienne championne du monde des poids super-welters WBA, WBC et IWBF (2006), WIBA (2007) et WIBF (2008), 22 ans.
- 14 janvier : Gennadiy Shatkov, boxeur soviétique champion olympique des poids moyens aux Jeux de Melbourne en 1956, 77 ans.
- 15 janvier : Leo Rwabwogo, boxeur ougandais médaillé d'argent des poids mouches aux Jeux de Munich en 1972 et médaillé de bronze aux Jeux de Mexico en 1968, 60 ans.
- 19 janvier : José Torres, boxeur portoricain médaillé d'argent olympique des poids super-welters en 1956 et champion du monde des poids mi-lourds WBA & WBC (1965), 73 ans.
- 30 janvier : Ingemar Johansson, boxeur suédois médaillé d'argent olympique des poids lourds en 1952 et champion du monde des poids lourds en 1959, 77 ans.
- 2 mars : Chris Finnegan, boxeur anglais champion olympique des poids moyens aux Jeux de Mexico en 1968, 65 ans.
- 25 mars : Giovanni Parisi, boxeur italien champion olympique des poids plumes en 1988 et champion du monde des poids légers (1992) et super-légers WBO (1996), 42 ans.
- 5 avril : Alfredo Marcano, boxeur vénézuélien champion du monde des poids super-plumes WBA (1971), 62 ans[1].
- 27 avril : Greg Page, boxeur américain champion du monde des poids lourds WBA (1984), 51 ans.
- 1er juillet : Alexis Arguello, boxeur nicaraguayen champion du monde des poids plumes WBA (1974), super-plumes WBC (1978) et poids légers WBC (1981), 57 ans[2].
- 11 juillet : Arturo Gatti, boxeur canadien champion du monde des poids super-plumes IBF (1995) et super-légers WBC (2004), 37 ans[3].
- 25 juillet : Vernon Forrest, boxeur américain champion du monde des poids welters IBF (2001) et WBC (2002) et des poids super-welters WBC (2007, 2008), 38 ans.
- 14 septembre : Darren Sutherland, boxeur irlandais médaillé de bronze des poids moyens aux Jeux de Pékin en 2008, 27 ans[4].
- 26 septembre : Zygmunt Chychła, boxeur polonais champion olympique des poids welters aux Jeux d'Helsinki en 1952, 83 ans.

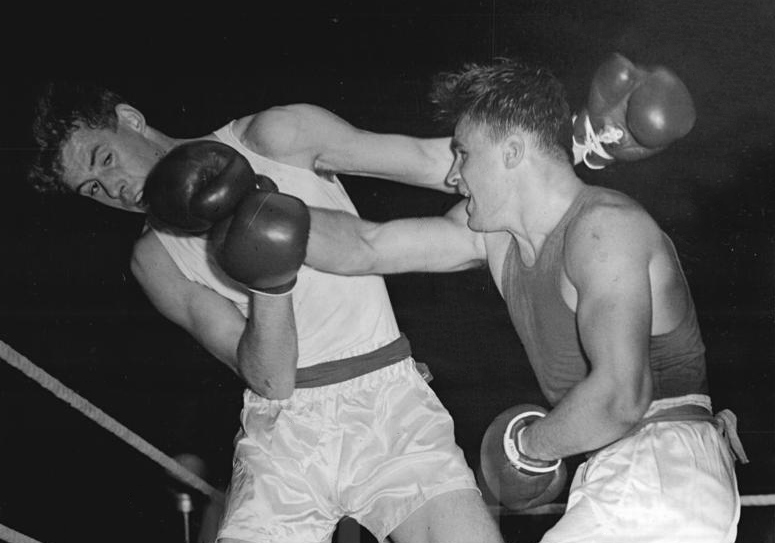
Gennadiy Shatkov (à droite) opposé à Bruce Wells en 1955
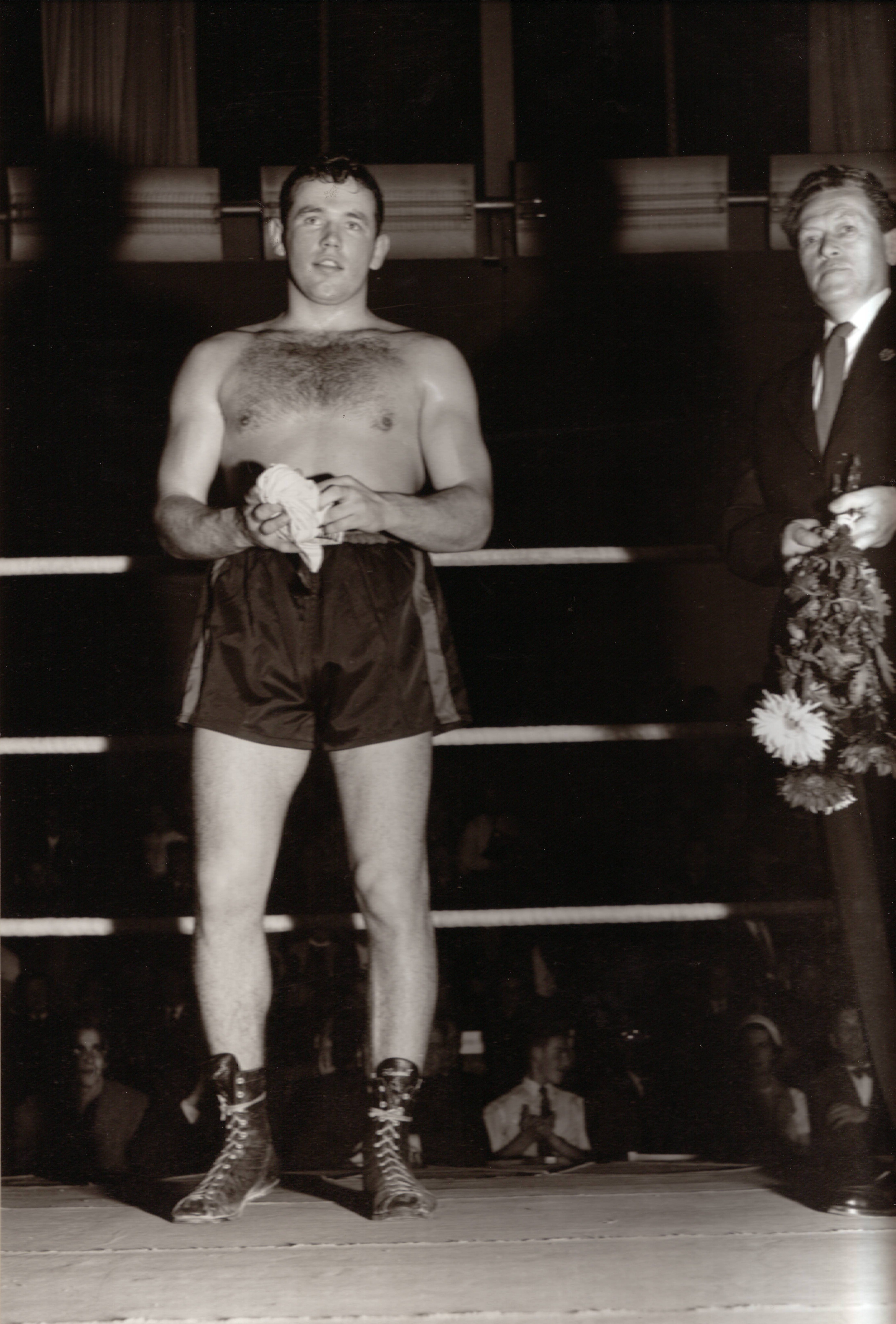
Ingemar Johansson
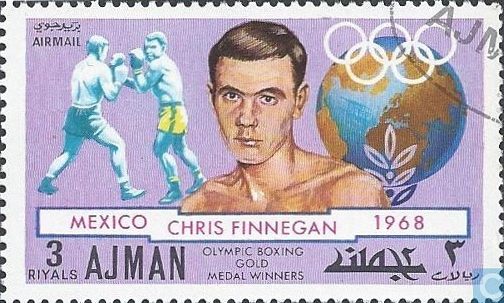
Chris_Finnegan
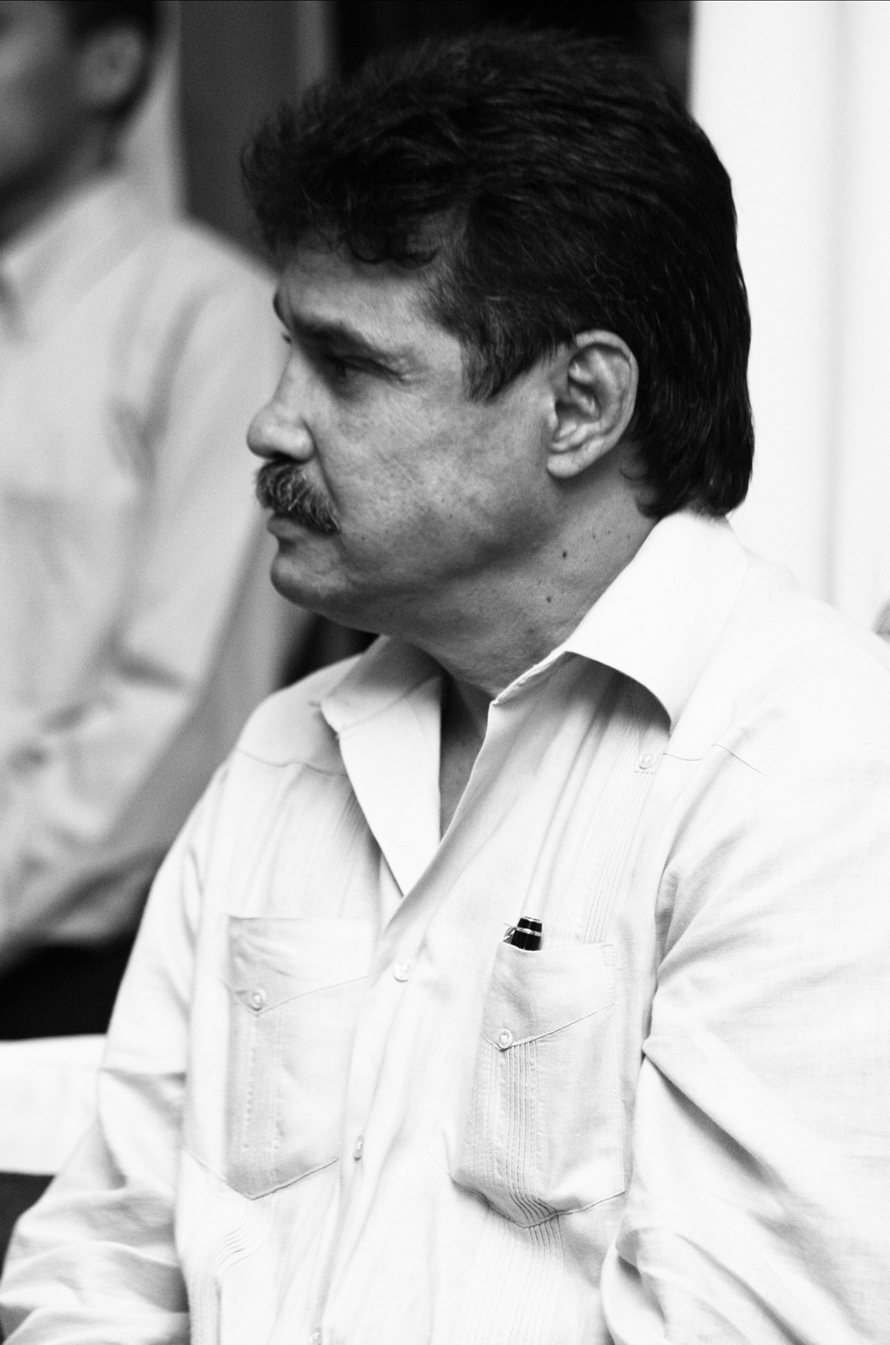
Alexis Arguello
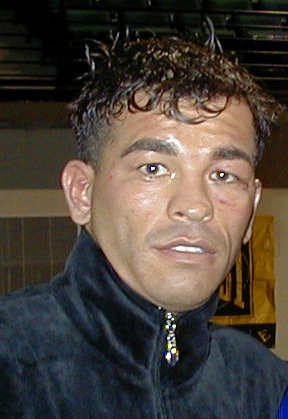
Arturo Gatti en 2002
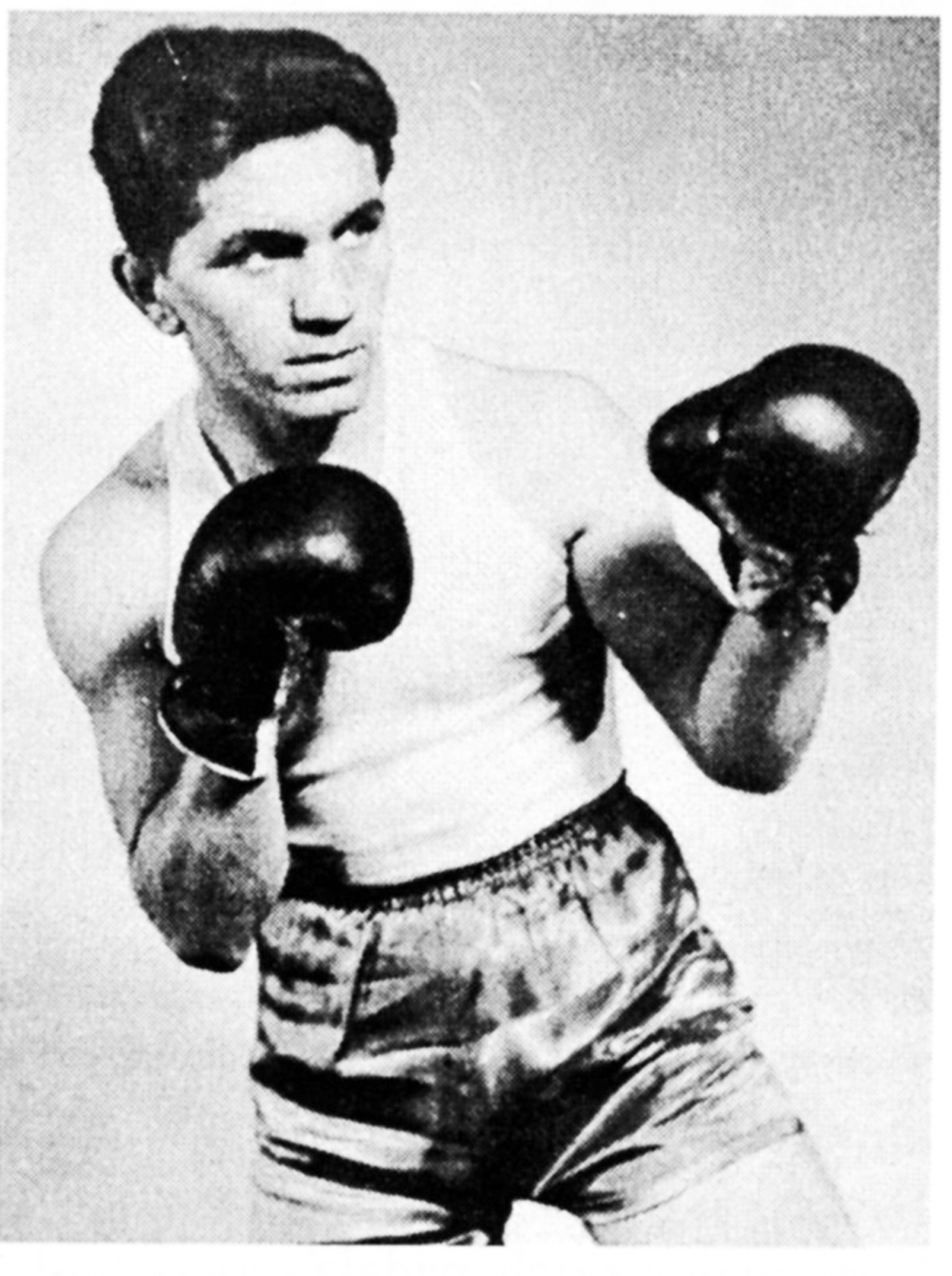
Zygmunt Chychła en 1952